# Salginatobelbrücke
De Salginatobelbrücke is een betonnen verkeersbrug in het kanton Graubünden in Zwitserland. De brug over de Salginabach (een riviertje) vormt een verbinding tussen Schiers en Schuders. De door Robert Maillart ontworpen brug geldt wereldwijd als een technisch en architectonisch meesterwerk, dat op vele technische hogescholen als leerobject gebruikt wordt. Vanwege de waarde werd de brug in 1991 erkend als Historic Civil Engineering Landmark door de American Society of Civil Engineers.

## Geschiedenis
Tot de bouw van de brug was het enkel mogelijk om Schuders over een ruiterpad te bereiken. Pas in 1928 was men begonnen om een weg naar het bergdorp op 1250 meter hoogte aan te leggen. Daarbij dient opgemerkt te worden dat autoverkeer tot 1925 verboden was in het kanton Graubünden. Op 12 juli 1928 schreef het kanton een aanbesteding voor de bouw van een 'circa 134 meter lange ijzerbetonbrug' uit. Van de 19 inschrijvingen bleek de door Robert Maillart ontworpen brug van het bedrijf Florian Prader & Cie., Zürich/Genf voor een totaalbedrag van 135.000 Franken de aantrekkelijkste.
Voor de bouw van de stutconstructie om de brug te bouwen werd de daarin gespecialiseerde Richard Coray uit Trin gevraagd. Deze timmerman, die eerder ook al de stutconstructies voor het Langwieser Viaduct en het Wiesenviaduct bouwde, ontving hiervoor 45.000 Franken. Een voordeel voor de stutconstructie was dat Maillart een zeer dunne boog had ontworpen die na het betonstorten de dragende functie voor de bovenbouw meteen kon overnemen. Hierdoor was een dunne, ranke stutconstructie voor de bekisting voldoende. Het hout dat daarvoor nodig was werd uit het gemeentelijke bos gehaald en vervolgens door zes werknemers voorbereid. De losse onderdelen werden aan de hand van een lijst van 1285 nummers voorzien en, indien mogelijk al deels in elkaar gezet, middels paardenkarren naar de bouwplaats gebracht. Daar werden de balken met een kabelkraan naar de juiste positie gebracht, waar timmerlieden het stutwerk in elkaar zetten.
In 1930 begon men met de betonwerkzaamheden voor de boog, die zonder onderbreking in 40 uur uitgevoerd werden. Het beton moest met de hand gemengd werden, waarna het in kruiwagens aan beide zijden van de boog aangebracht werd. In slechts drie maanden waren de betonwerkzaamheden gereed. Medio augustus 1930 werd de stutconstructie afgebroken en op 19 augustus werd de brug voor het verkeer vrijgegeven.
Van 1997 tot 1998 werd de brug voor circa 2 mln. Franken uitvoerig gerenoveerd. Daarbij werden onder andere de balustrades vernieuwd. Daarnaast werd alle beton gesaneerd en bijgewerkt met spuitbeton.

## Technische gegevens
De totale lengte van de brug bedraagt 132,30 m. De rijbaan op de brug heeft een helling van 3%. Zodoende is er tussen beide uiteinden van de brug een hoogteverschil van 3,97 m. Het brugdek is 3,80 m breed, maar door de betonnen balustrades van 15 cm breed aan weerszijden van de rijbaan is laatstgenoemde slechts 3,50 m breed.

## Etymologie
De naam Salginatobel verwijst naar het dal van de Salginabach; het riviertje waar de brug overheen gaat. 'Tobel' is een benaming voor een dal met een smal uiteinde; deze benaming wordt vooral in Zwitserland gebruikt. Internationaal is de brug ook onder de naam 'Salginatobel Bridge' bekend.

## Wetenswaardigheden
Aan de westzijde van de brug is een bushalte gelegen van de Postauto. Drie- tot viermaal daags (2018) stopt hier lijn 213 van Schiers naar Schuders.